# Soudat
Soudat (okzitanisch Sodac) ist eine französische Gemeinde mit 102 Einwohnern (Stand 1. Januar 2022) im Département Dordogne in der Region Nouvelle-Aquitaine. Sie gehört zum Arrondissement Nontron und zum Kanton Périgord Vert Nontronnais. Zuständiger Gemeindeverband ist die Communauté de communes du Périgord Nontronnais. Die Einwohner werden als Soudatois bzw. Soudatoises bezeichnet.

## Geographie
Das im Périgord Vert gelegene, acht Kilometer südöstlich von Montbron (Charente) und vier Kilometer (Luftlinie) südwestlich von Bussière-Badil entfernte Soudat ist Grenzgemeinde zum Département Charente.
Soudat wird von folgenden fünf Nachbargemeinden umgeben:
|           | Eymouthiers (Charente)                      | Bussière-Badil            |
| Varaignes | Kompassrose, die auf Nachbargemeinden zeigt | Bussière-Badil            |
|           | Teyjat                                      | Étouars (Berührungspunkt) |

Zum Gemeindegebiet von Soudat gehören folgende Weiler, Gehöfte und Geländepunkte:
Bost du Mat, Chez Tendeau, La Basse Côte, La Chapelotte, La Grelière, La Guillaumie, Langlardie, Les Bories, Les Brousses, Les Chaumes, Les Forêts, Les Justices, Pellegrenier, Soudat und Vermont.
Das Gebiet um Pellegrenier bildet nahezu eine Enklave zwischen den Gemeinden Gemeinde Bussière-Badil und Eymouthiers.
Der topographisch tiefste Punkt des Gemeindegebietes liegt mit 134 Meter über dem Meer am Crochet im äußersten Südwesten, der höchste Punkt mit 266 Meter über dem Meer bei Langlardie an der Ostgrenze. Die maximale Höhendifferenz beträgt 132 Meter. Der Ortskern liegt auf 190 Meter.

### Verkehrsanbindung
Am Nordrand des Gemeindegebiets verläuft die D 6 (die dann in der Dordogne in die D 91 übergeht) von Montbron nach Piégut-Pluviers. Der weiter im Süden gelegene Ortskern von Soudat lässt sich von der D 6 aus über eine Kommunalstraße erreichen (Abzweig beim Weiler Les Justices); diese führt dann weiter nach Varaignes. Von Les Justices aus quert die D 90 das nordwestliche Gemeindegebiet ebenfalls in Richtung Varaignes.

### Bodenbedeckung

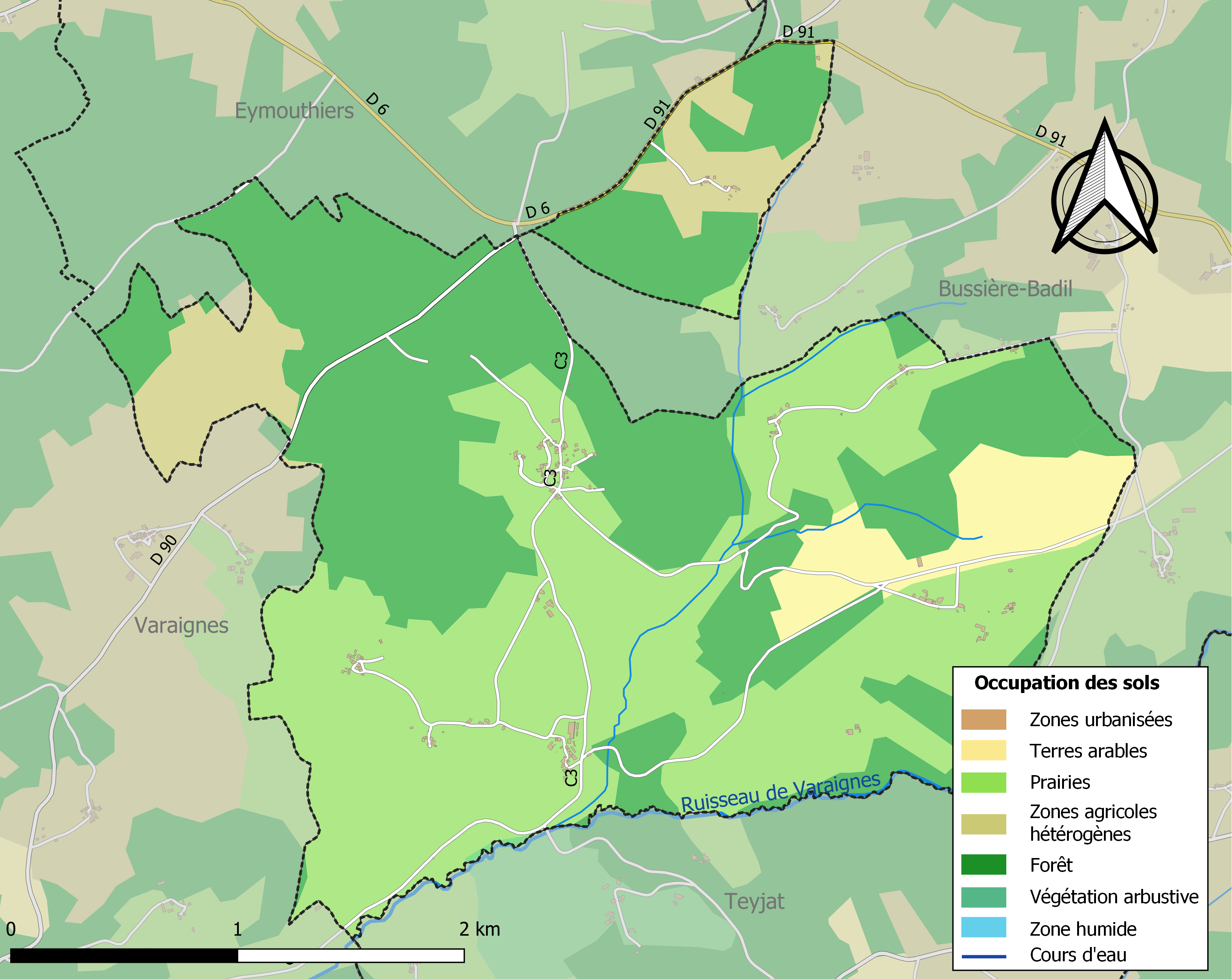
Bodenbedeckung in Soudat

Die Bodenbedeckung der Gemeinde Soudat schlüsselt sich im Jahr 2018 gemäß der europäischen Datenbank CORINE Land Cover (CLC) wie folgt auf:
- Wälder – 43,1 %
- heterogene landwirtschaftliche Nutzung – 6,7 %
- Wiesen – 44,0 %
- Ackerland – 6,0 %
- Buschwerk – 0,2 %.

Die landwirtschaftliche Nutzung (bestehend aus heterogener Landwirtschaft inklusive Wiesen und Ackerland) steht eindeutig im Vordergrund. Sie ist mit 56,7 % im Jahr 2018 im Vergleich zu 1990 (57,8 %) leicht zurückgegangen.

## Klima
Soudat besitzt ein abgeschwächtes ozeanisches Klima, das sich durch folgende Parameter auszeichnet:
| Klimaparameter im Zeitraum 1971-2000 - Jahresmittel: 12,1 °C - Anzahl der Tage unter −5 °C: 2,2 - Anzahl der Tage oberhalb 30 °C: 6,2 - Maximum im Tages-Temperaturunterschied: 14,6 °C - Jahresniederschlag: 1020 mm - Niederschlagstage im Januar: 12,5 - Niederschlagstage im Juli: 7,5 |

Durch den Klimawandel zeichnen sich Erhöhungen im Jahresmittel ab, die sich bereits auch bemerkbar machen. So ist beispielsweise an der 59 Kilometer entfernten Wetterstation am Flughafen von Limoges-Bellegarde das langjährige Jahresmittel von 11,2 °C für 1971-2000 über 11,4 °C für 1981-2010 auf 11,8 °C für 1991-2020 angestiegen – ein Zuwachs um 0,6 °C innerhalb von 20 Jahren.

## Hydrographie

Hydrographische Karte von Soudat

Die Südgrenze des Gemeindegebiets wird vom Crochet gebildet, einem rechten Nebenfluss des Bandiats. Der Crochet wird im Unterlauf als Ruisseau de Varaignes bezeichnet, er entwässert nach Südwesten. Beim Weiler La Grelière nimmt er einen rechten Seitenarm auf, den Ruisseau le Pontet. Der Oberlauf des Crochets vor dem Zusammenfluss mit dem Pontet ist als Ruisseau de l'Étang d'Assat bekannt. Der Ortskern von Soudat besitzt eine Quelle, an der ein kleiner rechter Seitenarm des Pontets entspringt. Der Pontet selbst nimmt seinen Ursprung an der Nordgrenze nördlich von Pellegrenier und entwässert in Südsüdwest-Richtung. Aus ostnordöstlicher Richtung nimmt er dabei mehrere kleinere Seitentäler auf. Die Westgrenze der Gemeinde folgt einem rechtsseitigen, nach Süden ziehenden Trockental, das bei La Basse Côte in den Crochet mündet.
Der Bandiat und seine Seitenarme gehören zum Flusssystem der Charente.
Das Entwässerungsnetz besitzt eine Gesamtlänge von 5 Kilometer.

## Geologie

Geologische Karte von Soudat

Der Ruisseau de l'Étang d'Assat und der Ruisseau le Pontet haben sich ins variszische Grundgebirge des nordwestlichen Massif Central eingeschnitten (siehe in diesem Zusammenhang Saint-Mathieu-Dom), welches hier von migmatitischen Paragneisen (Metatexiten – Mζ1-2) repräsentiert wird. 
Flussabwärts transgredieren südlich des Ortskerns und nordwestlich von Chez Tendeau Liassedimente (Sandsteine, Arkosen und Dolomite des Hettangiums (Formation l1-4), Brekzien und Sandsteine des Pliensbachiums überlagert von graublauen Tonsteinen und Dolomiten des Toarciums – Formation l5-9). 
Über dem Lias folgen im Westen des Gemeindegebiets rekristallisierte Kalke des Doggers (Formation jC). Diese werden beim Weiler Les Bories von grauen Oolithkalken (mit braunen Ooiden) des Mittleren Bathoniums (Formation j1b) überlagert. 
Der Höhenrücken am Nordrand der Gemeinde besteht aus dem tertiären Alluvium (Sande, Kiese, Schotter und Tone der Formation H-F) eines ehemaligen Flusssystems. Der Rücken bei Langlardie bildet hiervon einen Seitenast. Die weiter abwärts liegenden Hanglagen werden aus Kolluvium der Formation HC aufgebaut, das teils das Grundgebirge, teils die Sedimente verdeckt; es handelt sich hierbei um Umlagerungen des tertiären Alluviums. Die Täler von Crochet und Pontet, aber auch das Trockental werden von holozänem Alluvium der Formation Fy-z verfüllt.
Nördlich vom Ortskern von Soudat wurde im 19. Jahrhundert in der Formation HC noch Eisenerz gewonnen, welches aus wiederaufgearbeitem (wahrscheinlich eozänem) Sidérolithique stammte.

## Ökologie

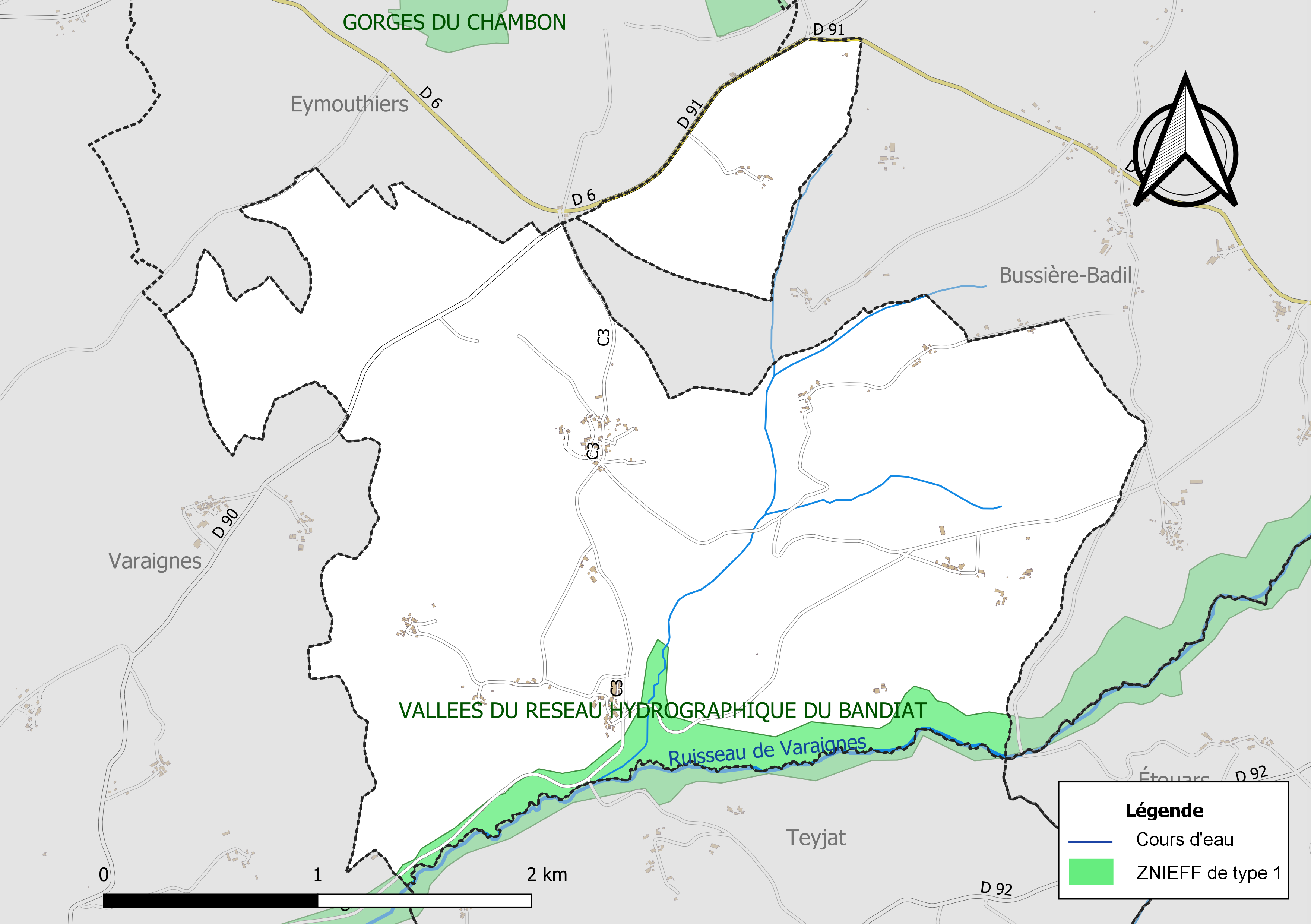
Schutzgebiet des Typus 1

### Naturpark
Die Gemeinde Soudat bildet seit 1998 einen integralen Bestandteil des Regionalen Naturparks Périgord-Limousin.

### Schutzgebiet
Unter Naturschutz steht das gesamte Tal des Ruisseau de l'Étang d'Assat. Dieses Gebiet ist als ZNIEFF (Französisch zone naturelle d'intérêt écologique, faunistique et floristique) des Typus 1 unter der Bezeichnung Vallées du réseau hydrographique du Bandiat ausgewiesen. Die Flora besteht aus über 100 Pflanzenarten mit Großer Odermennig (Agrimonia procera) und Atlantisches Hasenglöckchen (Hyacinthoides non-scripta) als Indikatorpflanzen. 

## Geschichte
Ältestes Bauwerk in Soudat ist die romanische Kirche, deren einstige Stilrichtung anhand späterer Umbauarbeiten jedoch nicht mehr zu erkennen ist.

## Bevölkerungsentwicklung
| Jahr | Einwohner |  |
| 1962 | 150       |  |
| 1968 | 121       |  |
| 1975 | 98        |  |
| 1982 | 99        |  |
| 1990 | 78        |  |
| 1999 | 72        |  |
| 2006 | 82        |  |
| 2007 | 83        |  |
| 2011 | 85        |  |
| 2016 | 93        |  |
| 2017 | 92        |  |
| 2019 | 88        |  |

Quelle: INSEE
Die Bevölkerungszahlen Soudats sind generell rückläufig, erst seit 1999 ist eine leichte Trendwende zu erkennen.
Bei einer Fläche von 8,82 Quadratkilometer beträgt die Bevölkerungsdichte jetzt 10 Einwohner/km². Soudat war nach der Einwohnerzahl die kleinste und nach der Fläche die zweitkleinste Gemeinde des Kantons Bussière-Badil. Im jetzigen Kanton Périgord Vert Nontronnais ist sie nach der Einwohnerzahl die zweitkleinste und nach der Fläche die drittkleinste Gemeinde. Soudat hat jetzt außerdem die zweitniedrigste Bevölkerungsdichte.

## Wirtschaft

### Beschäftigung
Im Jahr 2015 waren 35 Erwerbsfähige zwischen 15 und 64 Jahren in der Gemeinde gemeldet, dies entspricht 38,0 % der Gesamtbevölkerung. Die Zahl der Arbeitslosen blieb seit 2010 mit 4 gleich, die Arbeitslosenquote beträgt somit 11,4 %.

### Unternehmen
Am 31. Dezember 2015 waren 12 Unternehmen in Soudat ansässig, davon 7 in Handel, Transport und Dienstleistungen, 3 in Landwirtschaft, Forsten und Fischerei, 1 im Baugewerbe und 1 im Sektor Verwaltung, Bildung, Gesundheit und Soziales.

## Sehenswürdigkeiten
- Kirche Saint-Julien-de-Brioude

Die ehemalige Kirche Saint-Romain ist mittlerweile spurlos verschwunden.

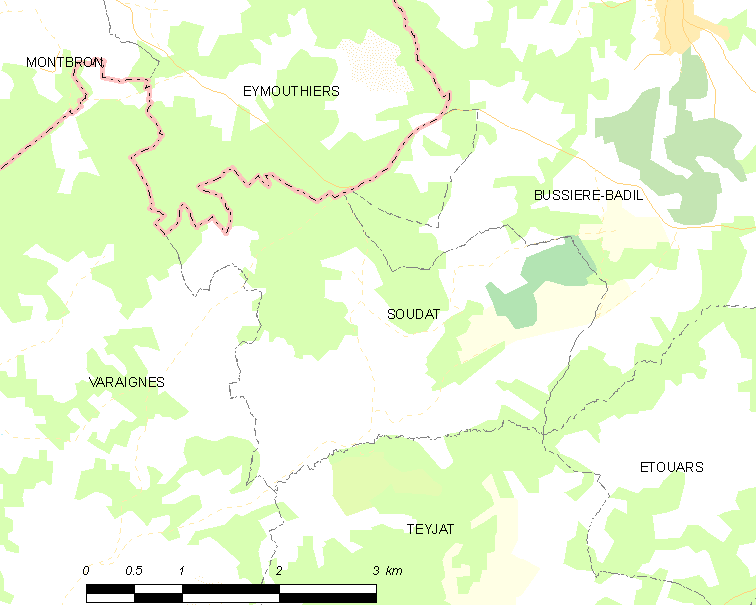
Lagekarte von Soudat
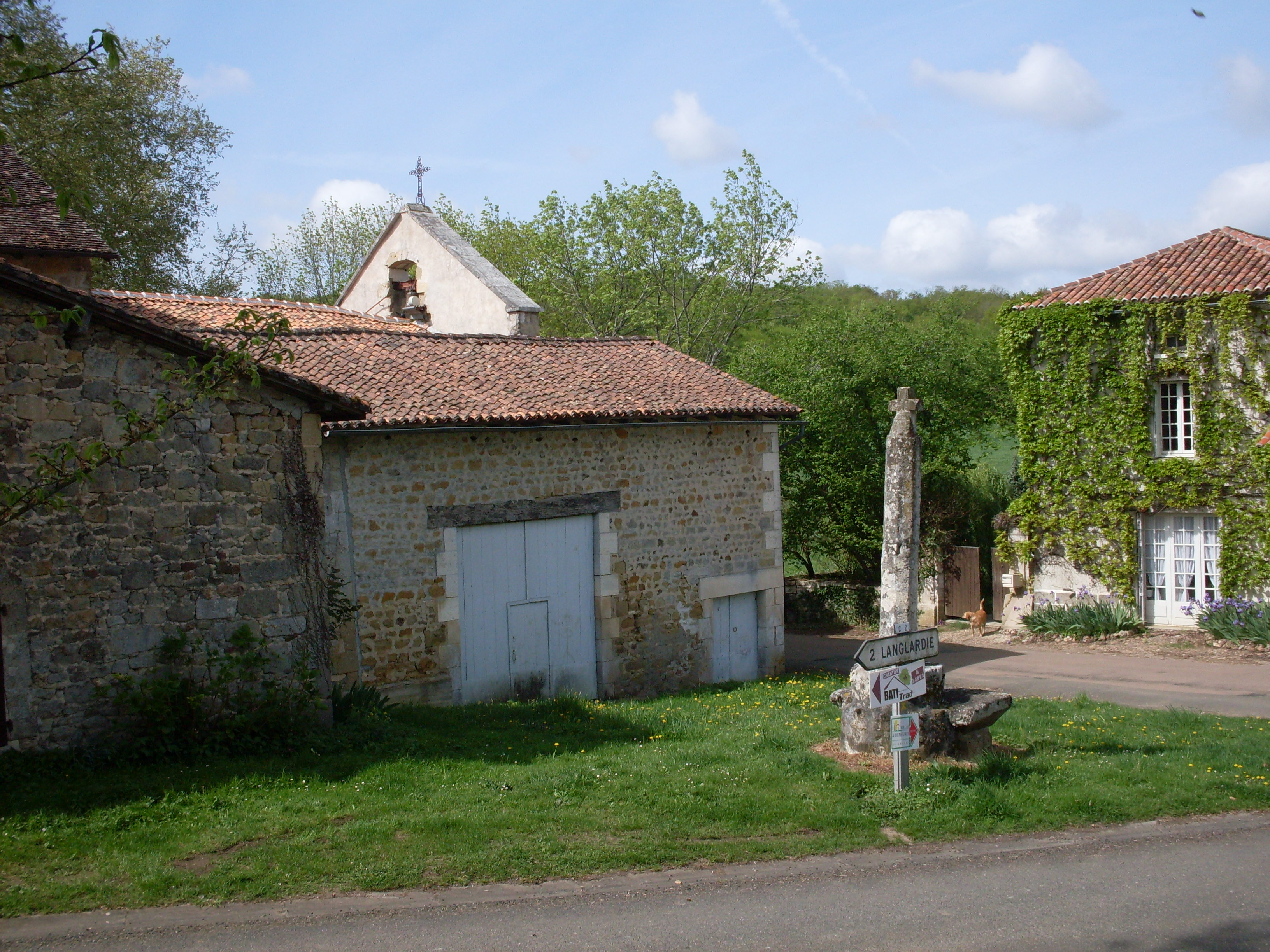
Ortszentrum von Soudat mit Wegekreuz
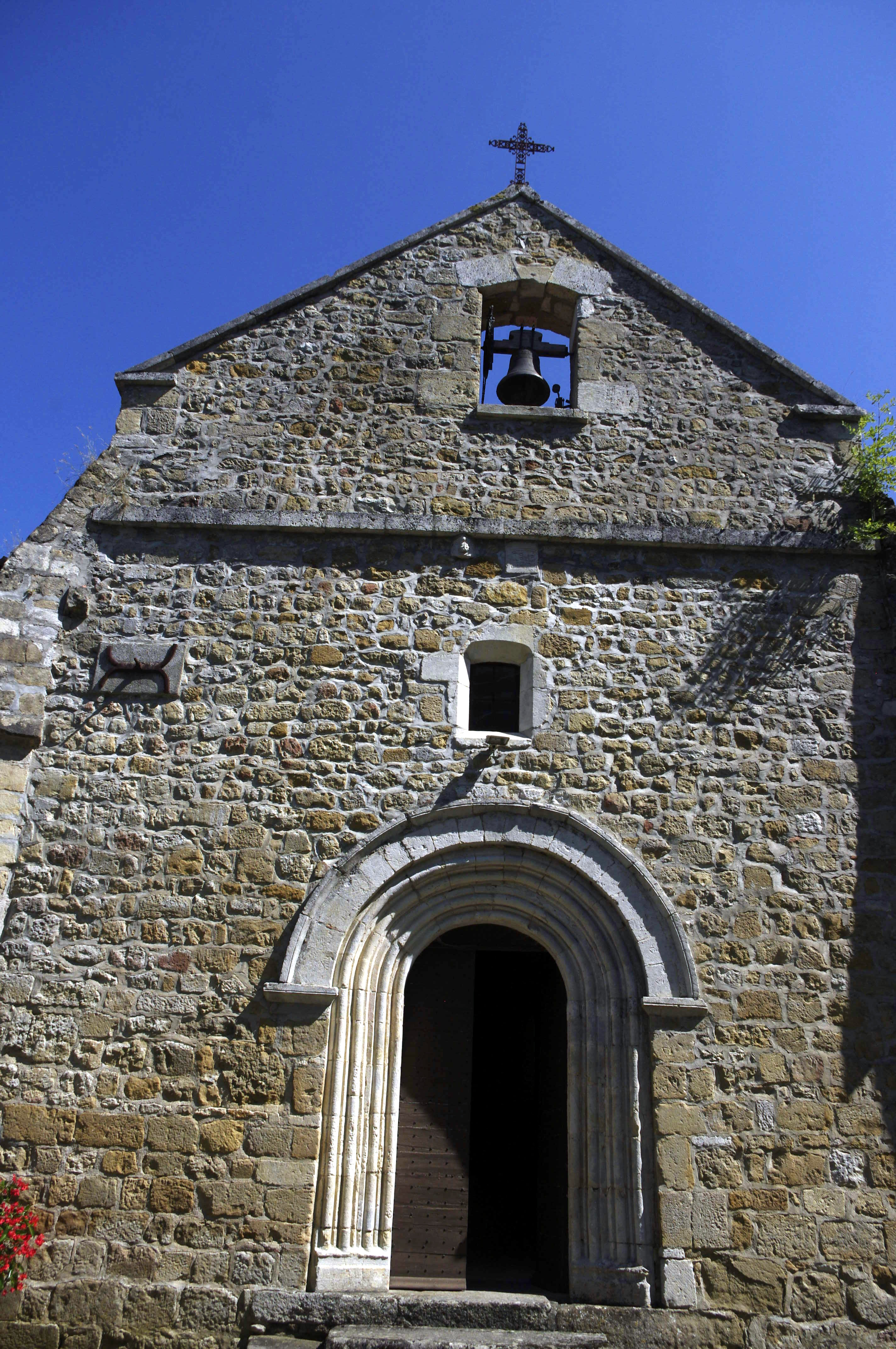
Eingangsportal
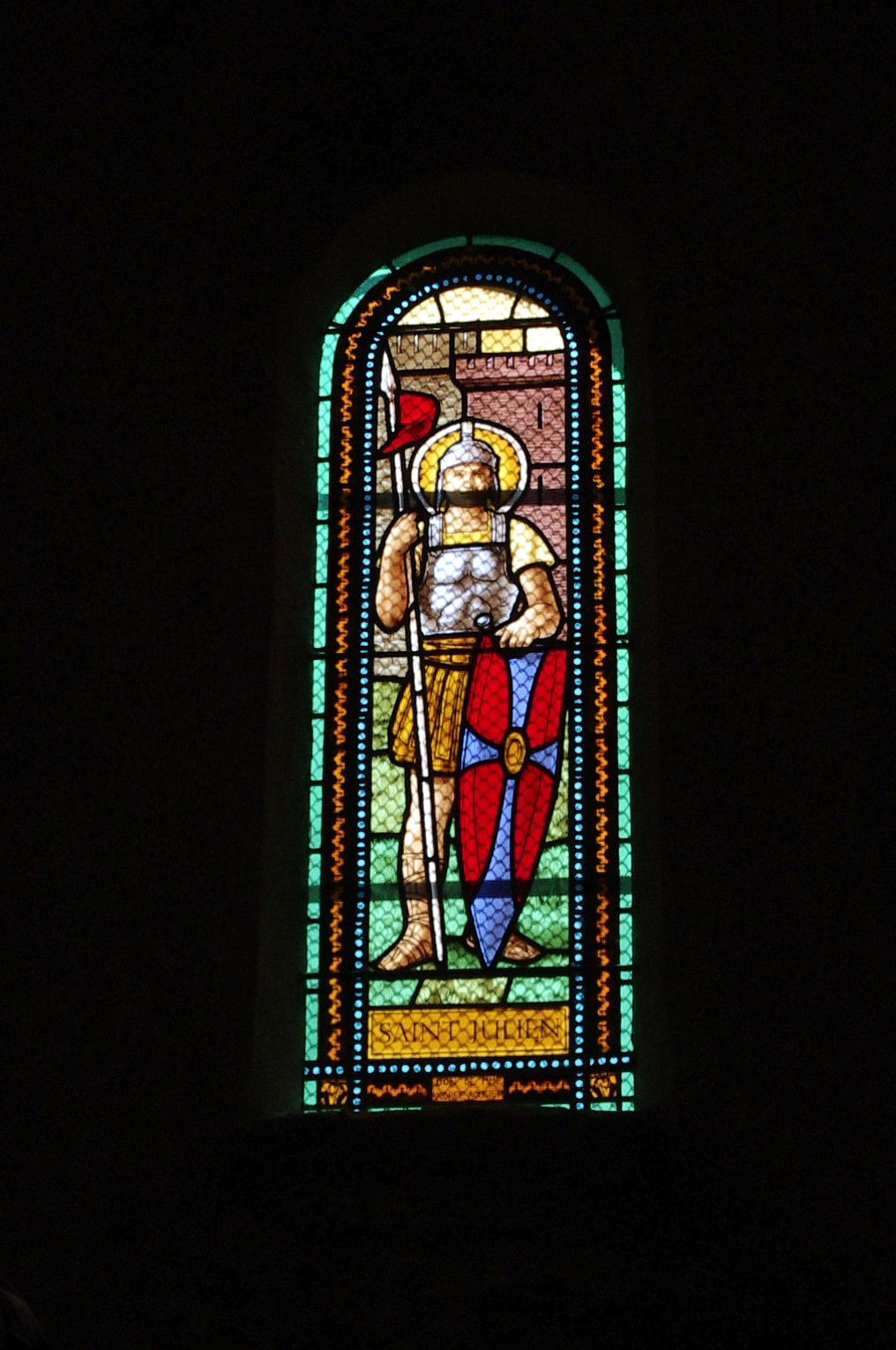
Kirchenfenster mit Saint-Julien-de-Brioude